# Campus de Palencia

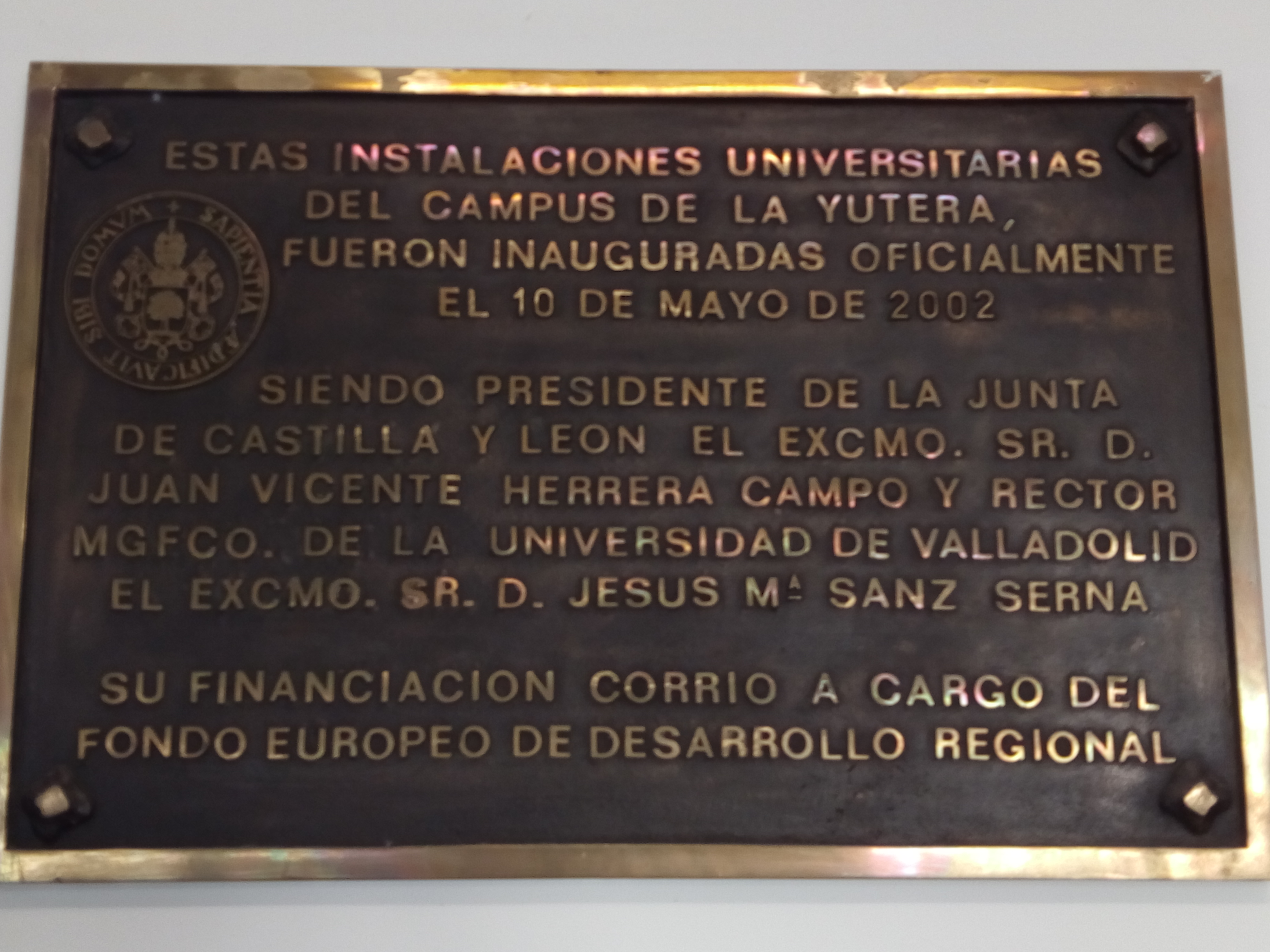
Placa del Campus la Yutera.

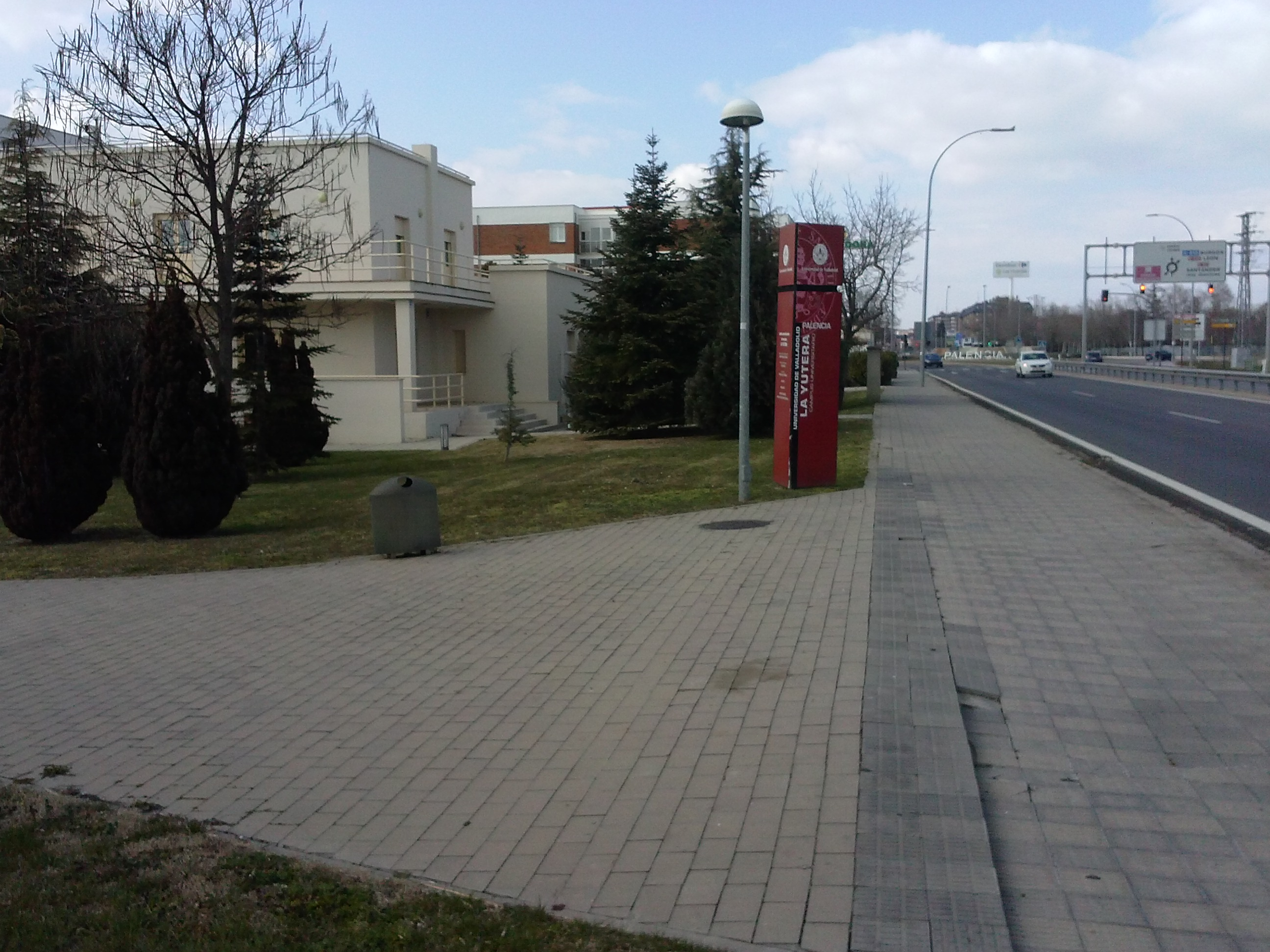
Vista del Campus desde la autovía Valladolid-Palencia

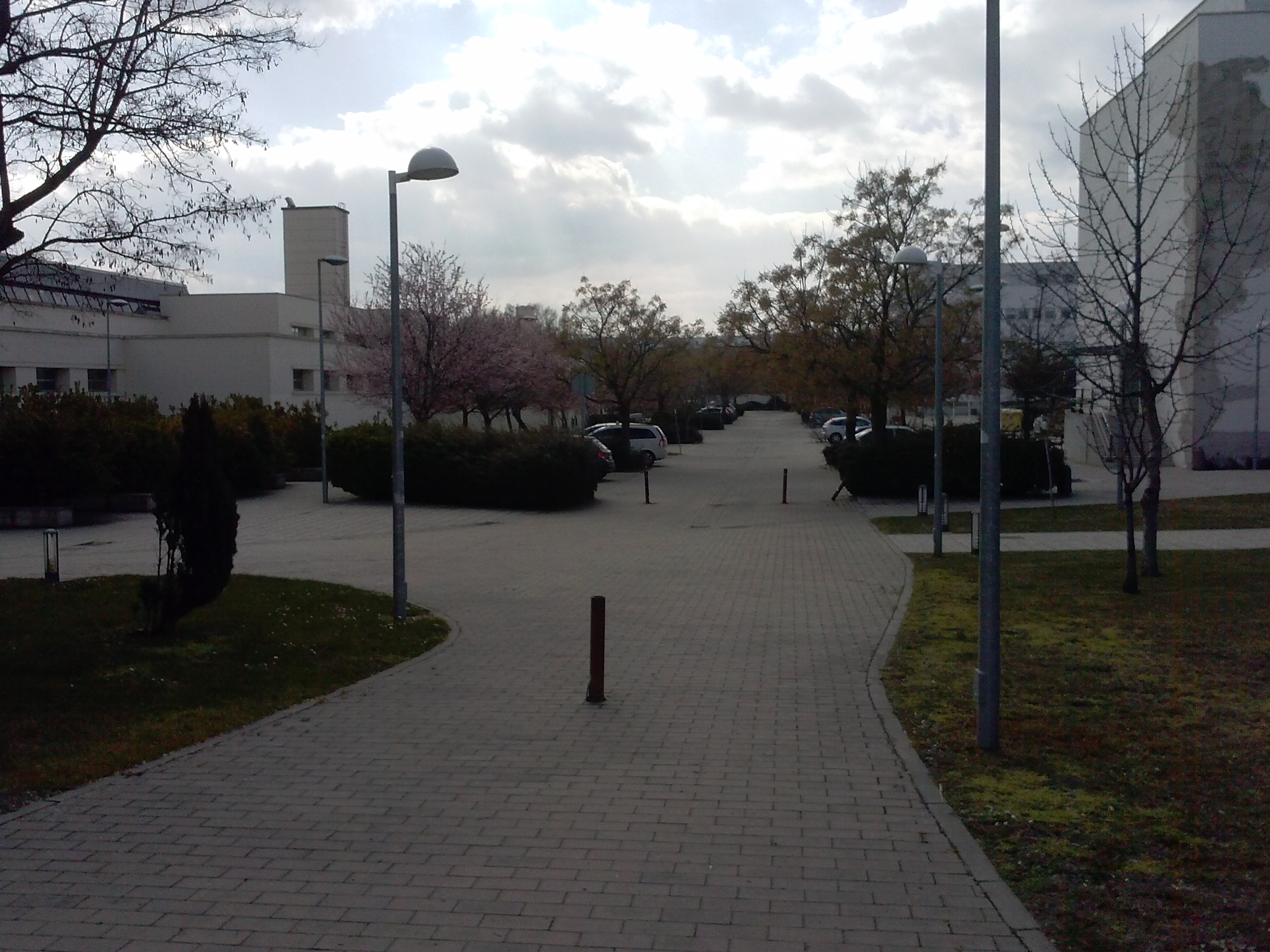
Paseando por el Campus

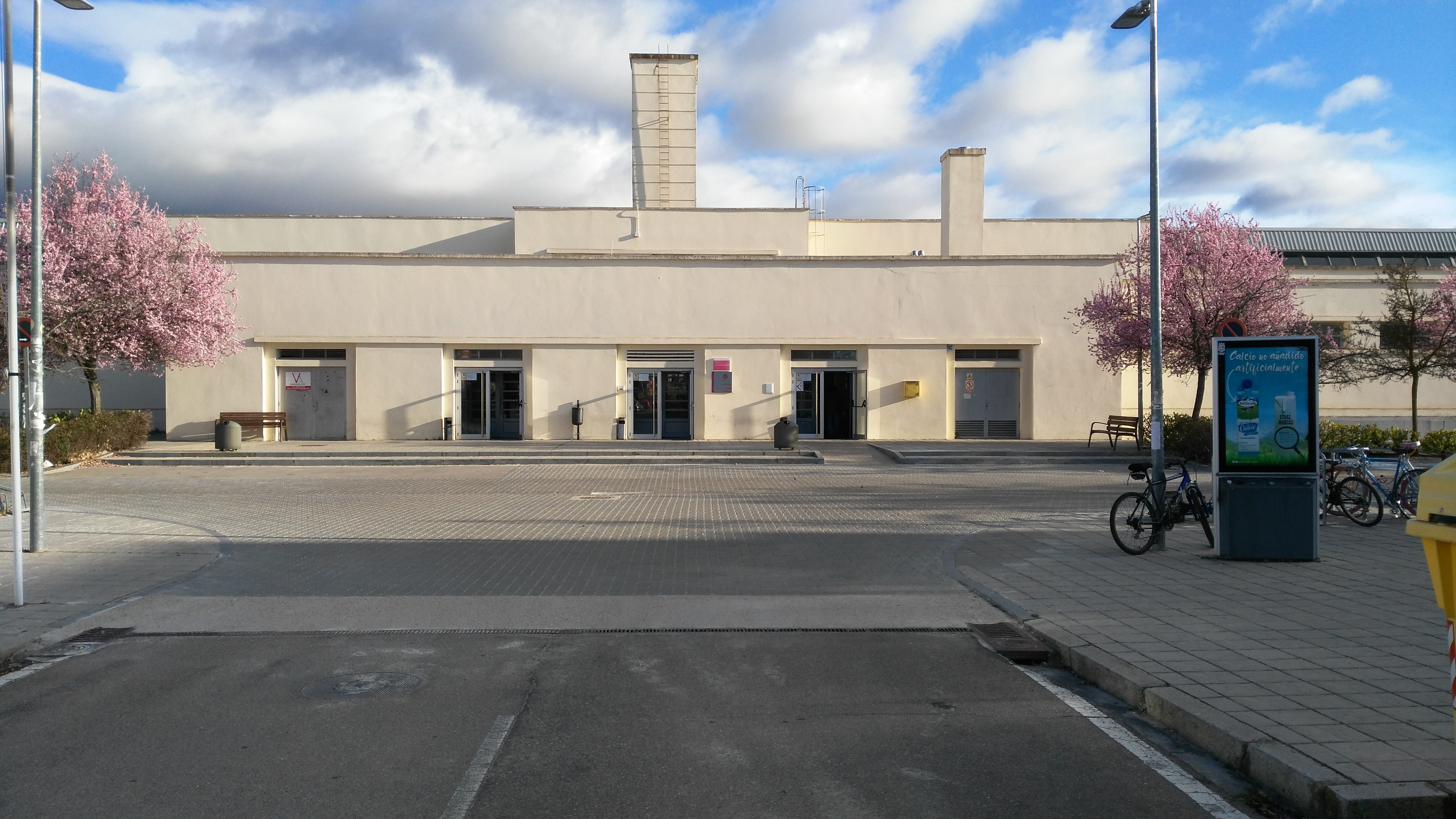
Fachada del aulario del Campus de la Yutera

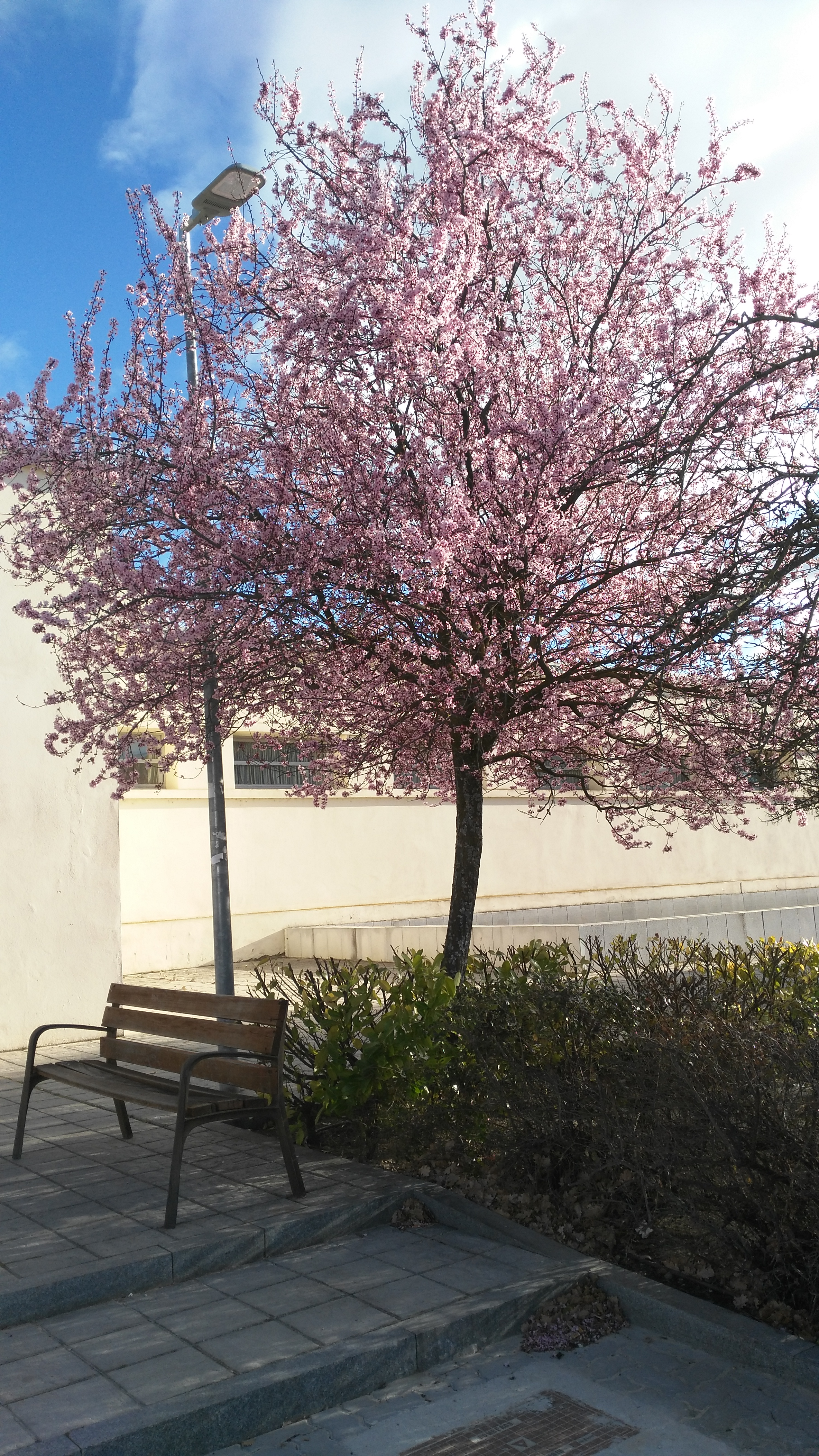
Ciruelo Japonés

El Campus  de Palencia (oficialmente Campus de la Yutera) es un campus universitario localizado en la ciudad de Palencia (España). Oferta estudios de pregrado y posgrado en ciencias sociales e ingeniería. Pertenece a la Universidad de Valladolid. Fue inaugurado el 10 de  mayo de 2002 y su financiación corrió a cargo del Fondo Europeo de Desarrollo Regional.

## Información académica

### Organización
El Campus de Palencia se  organiza en facultades y escuelas universitarias. Estas, a su vez, se dividen en departamentos. El Campus está conformado por dos facultades (Educación y Ciencias del Trabajo) y una Escuela Técnica Superior de Ingenierías Agrarias.
En la Escuela Técnica Superior de Ingenierías Agrarias se imparten diversos estudios de grado (forestales, agrícolas, industrias Agroalimentarias, y dobles titulaciones), y Masters como el de Ingeniero De Montes o el de Gestión de Datos Forestales (Data Forest)..

### Programa de pregrado
En el curso 2013-2014, el Campus de Palencia ofertaba nueve títulos de grado.

### Programa de posgrado
En el curso 2013-2014, el Campus de Palencia ofertaba ocho títulos de máster, de los cuales 3 son extinguidos y se integran en algunos de los cinco restantes.

## Instalaciones

### Bibliotecas
La Biblioteca del Campus de Palencia cuenta con un fondo bibliográfico de 68.941 volúmenes.  Dispone de 292 puestos de lectura y 277 puestos de trabajo. Cuenta con 3 salas de trabajo por grupos insonorizadas, en las cuales el alumnado realiza proyectos o asiste a actividades programads.

### Polideportivo
El polideportivo se encuentra en el aulario, es de pequeñas dimensiones. Cuenta con material básico para la especialidad de Educación Física de la carrera de Educación primaria.

### Aulas
Hay infinidad de aulas, desde aulas genéricas, hasta aulas de tecnología, informática... El aula genérica cuenta con un gran número de pupitres, la zona del profesor y dos pantallas digitales.

### Campo fútbol sala
El campus cuenta con un campo de fútbol sala al aire libre, situado detrás del aulario.

### Sala de estudios
La sala de estudios, abierta las 24 horas del día a disposición de cualquier estudiante, independientemente de que pertenezca a la Universidad. Cuenta con aproximadamente 70 puestos dirigidos al estudio, una máquina de café, un dispensador de agua y dos baños.

## Comunidad

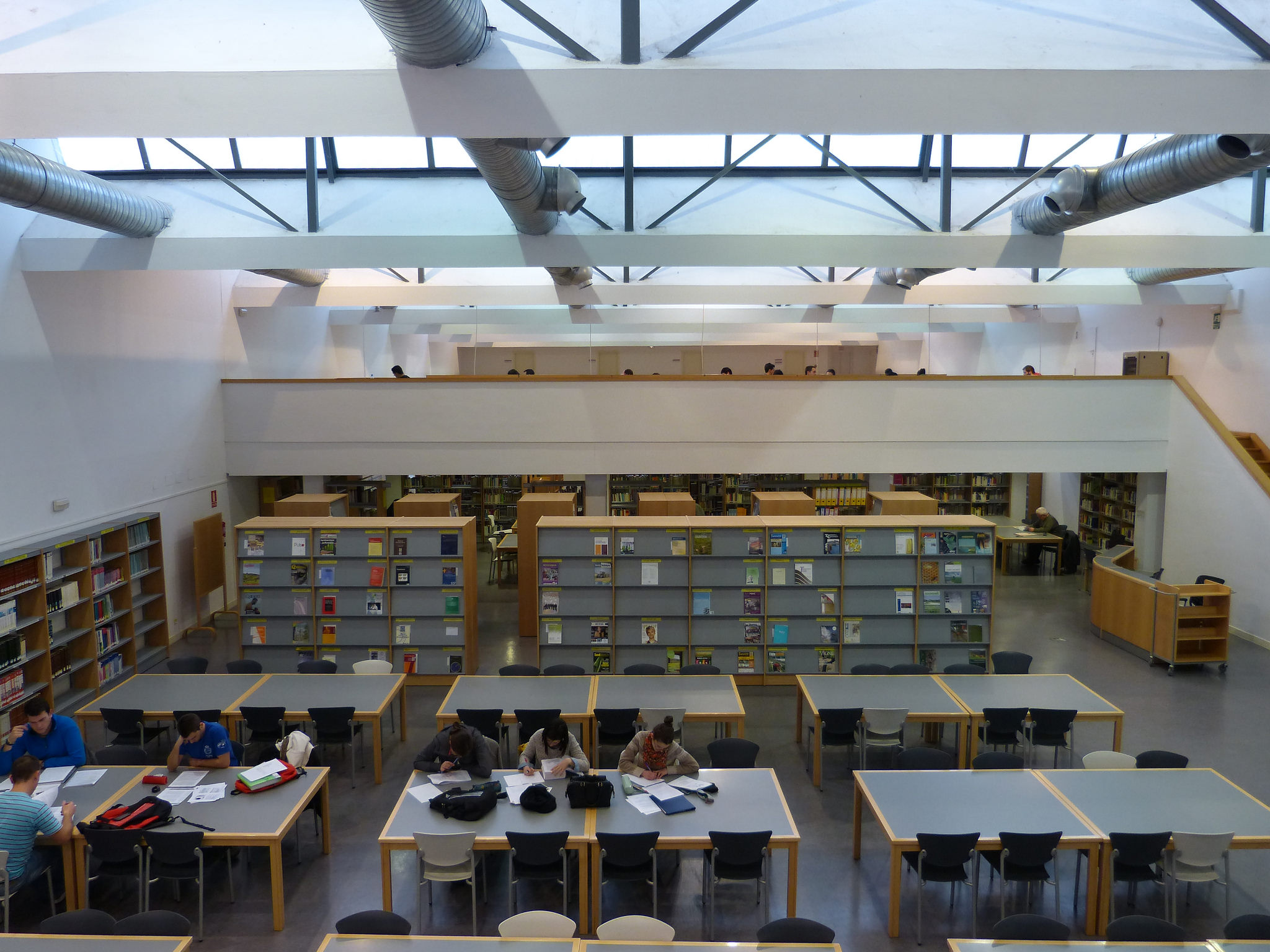
Biblioteca

### Estudiantes
En el curso 2012-2013, el Campus de Palencia contaba con 2.020 estudiantes.